# Polyrhachis caulomma
Polyrhachis caulomma é uma espécie de formiga do gênero Polyrhachis, pertencente à subfamília Formicinae.